# UGC 5497
UGC 5497是一個距離地球約1200萬光年的矮星系，位於大熊座，屬於M81星系團的成員。